# Elfújta a szél (regény)
Az Elfújta a szél Margaret Mitchell amerikai írónő 1936-ban megjelent regénye, melyből azonos címen filmváltozat is készült 1939-ben. A regény már megjelenésekor is hatalmas siker volt, majd a film hatására minden idők egyik legnépszerűbb regényévé vált – 30 milliónál is több példány fogyott belőle megjelenése óta.
Mitchell mintegy tíz éven keresztül, 1926-tól 1936-ig dolgozott a könyvön. 1937-ben megkapta érte a Pulitzer-díjat is, David O. Selznick független hollywoodi producer pedig rögtön megjelenése után megvásárolta a megfilmesítés jogait. A regényt máig 27 nyelvre fordították le.

## A regény cselekménye

### Első kötet
A könyv központi témája Scarlett O’Hara, egy déli ültetvényes lányának boldogulása az amerikai polgárháború, majd később a Dél megváltozott viszonyai közepette. A történet elején Scarlettel édesapja georgiai birtokán, Tarán találkozunk, ahol udvarlói gyűrűjében látjuk őt, elkényeztetett földbirtokos-kisasszonyként. A cselekményt megindító mozzanat Scarlett reménytelen szerelme Ashley Wilkes, a szomszédos földbirtokos fia iránt. Ashley egy másik lányt, Melanie Hamiltont veszi feleségül; bosszúból Scarlett hozzámegy Melanie bátyjához, Charles Hamiltonhoz. Mindez a Wilkes birtokon tartott kerti mulatság napján zajlik; ekkor találkozik Scarlett először Rhett Butlerrel, és ezen a napon tör ki a polgárháború. Scarlett házassága nem tart sokáig, mert Charles hamar áldozatul esik a háborúnak, Scarlett ezután Atlantába költözik – ahol Melanie is lakik -, hogy Ashley közelében lehessen, ha a férfi hazalátogat a frontról. Azonban Atlantából az előrenyomuló jenkik miatt menekülni kényszerül Melanie-val, aki nemrég hozta világra Ashley gyermekét. A menekülésben Butler kapitány lesz segítségükre – legalábbis egy darabig, mert útközben otthagyja őket, hogy beálljon a Konföderáció hadseregébe. Scarlett elcsigázottan, de reménykedve érkezik haza Tarára, ahol édesanyja halálával, és egy jenkik által kifosztott birtokkal kell szembesülnie.

### Második kötet
A második rész elején Scarlett próbál megbirkózni a háború utáni nehéz viszonyokkal, hogy fenntarthassa a birtokot és enni adjon a családjának. Az időközben hazatért Ashley ebben nem sok segítségére tud lenni, így Scarlett hozzámegy Frank Kennedyhez, húga vőlegényéhez, akinek sikerült némi pénzt összeszednie atlantai üzlete segítségével. Scarlett ismét Atlantába költözik, és hamarosan másodjára is megözvegyül: Franket egy utcai összecsapás során meggyilkolják.
Rhett ekkor látja elérkezettnek az időt arra, hogy előálljon szerelmi vallomásával, és megkérje az éppen megözvegyült nő kezét. „Nem várhatok mindig arra, hogy éppen két férj között legyen” – mondja Scarlettnek. Házasságuk azonban Scarlett Ashley utáni reménytelen epekedése miatt boldogtalan lesz, és lányuk halálát követően viszonyuk végképp megromlik.
Melanie halálának napján Rhett úgy dönt, elhagyja az asszonyt, hogy ne álljon annak útjában, és Scarlett végre az imádott Ashley-é lehessen. A tragikus fordulat, hogy Scarlett ekkor jön rá, hogy igazából már régóta Rhettet szereti, az Ashley iránti érzelmei csak gyerekes illúzión alapultak. Rhettet viszont nem sikerül meggyőznie; a férfi Scarlett könnyes szerelmi vallomására, és a jövőjüket firtató kérdésre csak ennyit válaszol: „Őszintén szólva kedvesem, köpök rá”.

## A regény szereplői

### Az O’Hara család
- Gerald O’Hara: Az O’Hara család feje, Írországból bevándorolt földbirtokos,Tara tulajdonosa. Büszke, makacs, lobbanékony ember. Amerikában feleségül veszi Ellen Robillard-ot, hat gyermekük születik, de a három fiú korán meghal, a regényben három lányukkal, Scarlettel, Suellennel és Careennal találkozunk.
- Ellen O’Hara: Gerard O'Hara felesége, igazi déli úrhölgy, a szegények, betegek önzetlen segítője.
- Scarlett O’Hara: Gerard és Ellen legidősebb lánya, a regény főhősnője. Inkább édesapjára hasonlít, makacs és akaratos, de ezek a tulajdonságok – melyek cseppet sem úrhölgyhöz méltóak – nagy hasznára lesznek a boldogulásban.
- Suellen O’Hara: A középső O'Hara lány.
- Careen O’Hara: A legkisebb O'Hara lány.
- Mammy: Az O’Hara család rabszolgája, a lányok dajkája.
- Pork: Gerard O’Hara inasa, szintén rabszolga.
- Prissy: Kissé butuska rabszolgalány, akit Scarlett magával visz később Atlantába, mint a kis Wade dajkáját.
- Dilcey: Pork felesége,Prissy anyja,rabszolga.

### A Wilkes család
- John Wilkes: A Tarával szomszédos birtok, a Tizenkét tölgy tulajdonosa.
- Ashley Wilkes: John Wilkes fia, Scarlett szerelme, később Melanie Hamilton férje. Álmodozó széplélek, aki nem tud megbirkózni a háborúval, és az általa átrendezett új világgal.
- India Wilkes: John Wilkes idősebb lány, az anyja halála után ő viseli gondját a háznak és a családnak.
- Honey Wilkes: A kisebbik Wilkes leány.

### Atlanta

#### A Hamilton család
- Melanie Hamilton: Szelíd lelkű úrihögy, Ashley felesége, a regényben ők ketten képviselik leginkább a 'letűnt Délt'.
- Charles Hamilton: Melanie bátyja, Scarlett első férje. A hadbavonulása után egy járványban hal meg.
- Pittypat Hamilton: (Pittypat néni): Melanie és Charles nagynénje, ő neveli fel a két testvért, miután azoknak meghalnak a szülei.
- Henry Hamilton: Pittypat gyakorlatias, ügyvéd bátyja.
- Peter: A Hamilton család hűséges rabszolgája.

#### Egyéb szereplők
- Rhett Butler: Kalandor, blokádtörő, botrányhős. Charlestoni családból származik, de a botrány miatt el kell hagynia szülővárosát. A háború alatt nagy – egyesek szerint tisztességtelen úton – vagyonra tesz szert. Scarlett harmadik férje.
- Frank Kennedy: Scarlett második férje, eredetileg Suellen vőlegénye. Egy utcai összecsapás során hal meg.
- Wade Hampton Hamilton: Scarlett és Charles Hamilton fia.
- Ella Lorena Kennedy: Scarlett és Frank Kennedy lánya.
- Eugenia Victoria 'Bonnie' Butler: Scarlett és Rhett lánya, aki tragikusan fiatalon, egy lovasbalesetben meghal.
- Belle Watling: Örömlány Atlantában, akit Rhett rendszeresen látogat, és akivel közeli barátságban van.
- Jonas Wilkerson: Intéző Tarán, később Emmie Slattery férje. Miután az O’Harák elvesztették vagyonukat, meg akarja tőlük szerezni Tarát.
- Emmie Slattery: Jhonas Wilkerson későbbi felesége.
- A Tarleton-fívérek: Scarlett udvarlói, meghalnak a háborúban.
- Will Benteen: A háború után kerül Tarára, sokat segít Scarlettnek a birtokon, később feleségül veszi Suellent.
- Cathleen Calvert: Scarlett barátnője.
- Mrs. Elsing: A háború idején kórházi bizottság-vezető Atlantában.
- Mrs. Merriwether: Kórházi bizottság-vezető Atlantában.
- Meade doktor: Atlanta orvosa.
- Hugh Elsing: Mrs.Elsing fia.
- Mr. Hilton: Calverték főfelügyelője,később Cathleen Calvert férje.

## Magyarul
- Elfújta a szél. Regény; ford. Kosáryné Réz Lola; Singer-Wolfner, Bp., 1937
- Elfújta a szél. Regény; Testvériség-Egység Kiadó, Újvidék, 1954
  - Elfújta a szél, 1-2. Regény; ford. Kosáryné Réz Lola, Sulhóf ; Forum Kiadó, Novi Sad, 1965
- Elfújta a szél, 1-3.; ford. Kosáryné Réz Lola, Sulhóf József; Kriterion, Bukarest, 1976
- Elfújta a szél. Regény, 1-2.; ford. Kosáryné Réz Lola, Sulhóf József; Európa, Bp., 1986
- Elfújta a szél. Regény; ford. Kosáryné Réz Lola, Sulhóf József; Európa, Bp., 1992
- Elfújta a szél. Regény; ford. Kosáryné Réz Lola; Európa, Bp., 2006
- Elfújta a szél. Regény; ford. Kosáryné Réz Lola; Európa, Bp., 2010
- Elfújta a szél. Regény; ford. Kosáryné Réz Lola; Európa, Bp., 2014
- Elfújta a szél, 1-2. Regény; ford. Kosáryné Réz Lola; Európa, Bp., 2022

## Adaptációk
A regényt nagy sikere miatt szinte azonnal adaptálták filmre, David O. Selznick független producer szerezte meg a jogokat, és mutatta be azonos című filmjét 1939-ben, Vivien Leigh és Clark Gable főszereplésével.
Többen színpadra is vitték az Elfújta a szelet, először Scarlett címmel 1972-ben, később, 2008-ban, pedig az eredeti címen, mindkét alkalommal musical formájában.

## Folytatások
A legismertebb, a regény cselekményéhez leginkább kötődő folytatást Alexandra Ripley írta Scarlett címmel, 1991-ben. A regény cselekménye közvetlenül Melanie halála után, annak temetésén kezdődik, és Scarlett Rhett visszaszerzésére irányuló próbálkozásait írja le, melynek főbb helyszínei Savannah, Charleston és Írország. A könyvet 1994-ben egy négyrészes televíziós sorozat formájában megfilmesítették, Joanne Whalley-Kilmer és Timothy Dalton főszereplésével.
2007-ben jelent meg az Egyesült Államokban egy újabb folytatás, Rhett Butler’s People címmel, Margaret Mitchell jogutódainak beleegyezésével. A regény azért érdekes, mert tulajdonképpen nem is folytatás, hanem az Elfújta a szél által is elmondott cselekményt meséli újra Rhett Butler szemszögéből.